# Miroslav Mužík
Miroslav Mužík (25. února 1948, Třebíč – 11. února 2002, Praha) byl český pedagog a farmaceut. Pracoval jako vědecký pracovník a pedagog Farmaceutické fakulty Univerzity Karlovy v Hradci Králové.

## Biografie
Miroslav Mužík se narodil v roce 1948 v Třebíči, mezi lety 1954 a 1968 studoval v Třebíči a následně v roce 1971 vystudoval Farmaceutickou fakultu University Komenského v Bratislavě. Krátce po ukončení studia byl Hubertem Žáčkem přiveden na nově vzniklou Farmaceutickou fakultu v Hradci Králové, kde začal působit na katedře Farmaceutické technologie. V roce 1973 získal titul RNDr. v oboru farmacie, v témže roce také absolvoval povinnou vojenskou službu. V roce 1980 obhájil disertaci v oboru farmacie. V roce 1991 se stal docentem farmacie a od téhož roku byl vedoucím katedry farmaceutické technologie, tím byl do roku 1998. Působil také jako zástupce děkana fakulty.
Hubert Žáček sám uvádí, že dr. Mužíka kritizoval za přístup k homeopatické léčbě ve farmacii, kterou prosazoval a které se profesně věnoval.
Miroslav Mužík napsal více než 30 vědeckých prací. Dne 9. září 1994 mu byla udělena Bronzová medaile UK.